# Vidin Apostolov
Vidin Apostolov (Bulgaars: Bиден Апостолов) (Novi Iskar, 17 oktober 1941 - Plovdiv, 13 november 2020) was een Bulgaars voetballer. Hij nam deel aan het wereldkampioenschap voetbal 1966 met het Bulgaars voetbalelftal.

## Erelijst
| Botev Plovdiv       | Jaar      |
| ------------------- | --------- |
| Parva Liga          | 1966-1967 |
| Beker van Bulgarije | 1961-1962 |
| Balkan Cup          | 1972      |